# Braunehirschstraße

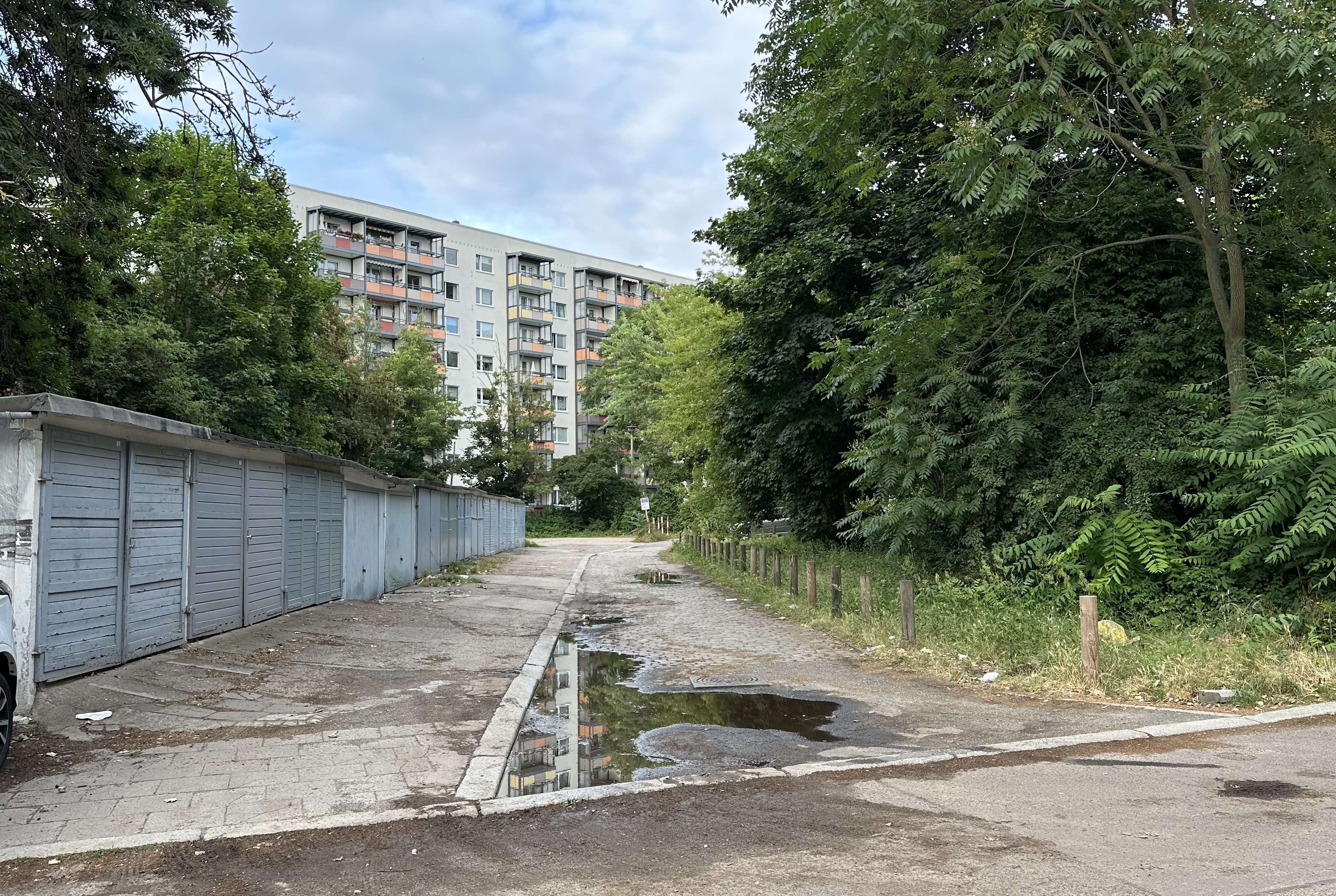
Blick in die Braunehirschstraße, 2025

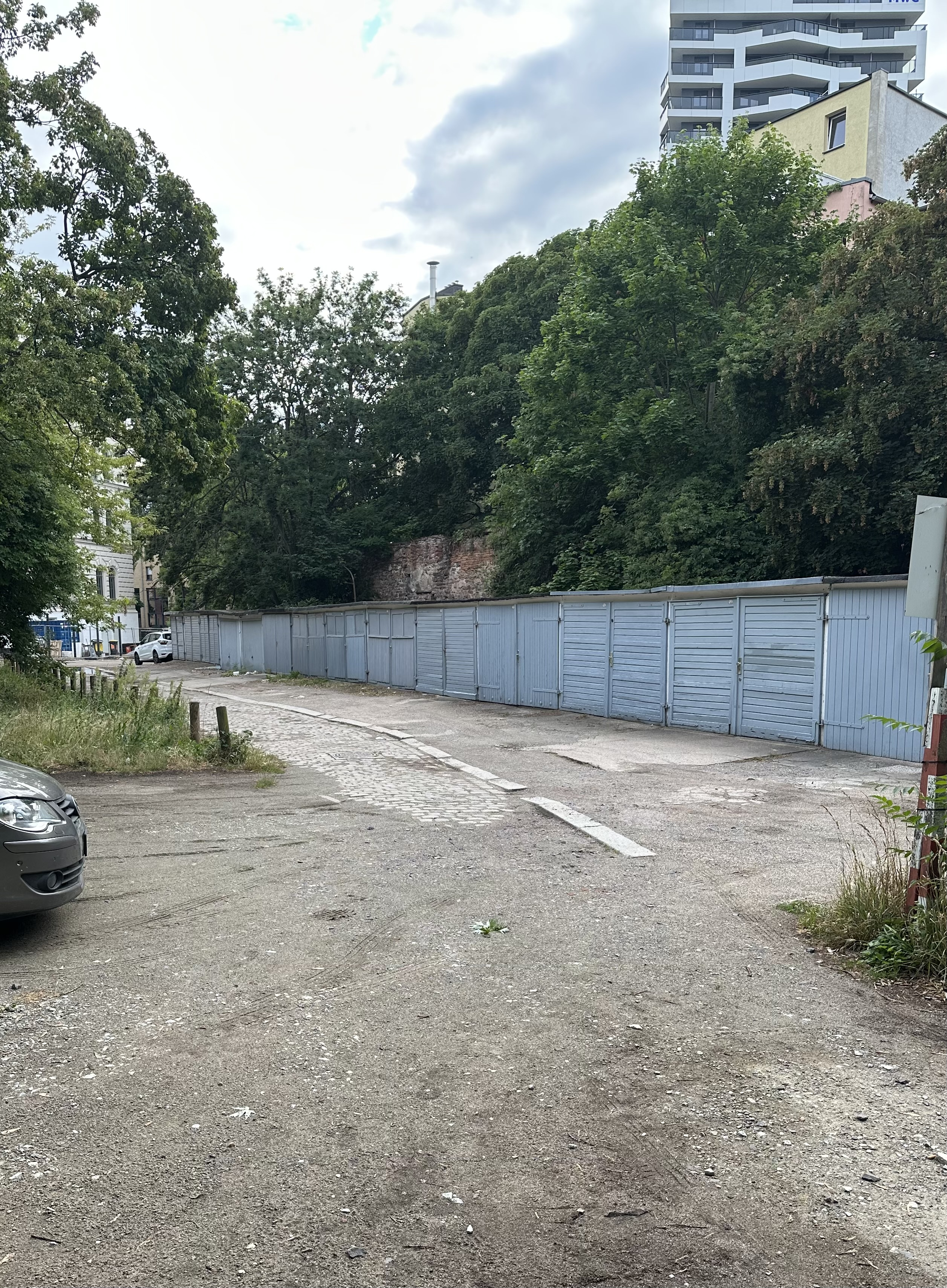
Blick nach Südwesten

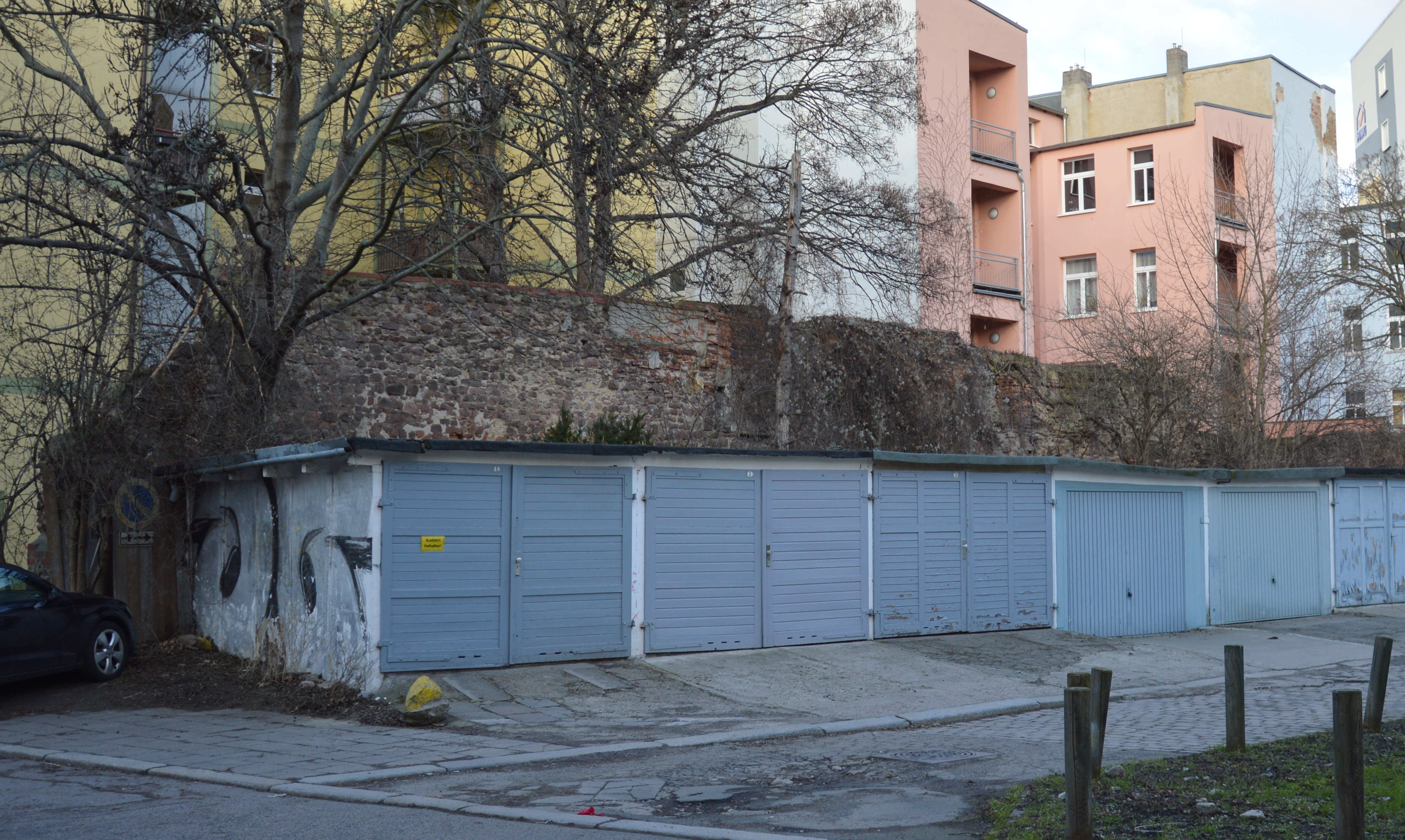
Rest der Stadtmauer mit angebauten Garagen, 2016

Die Braunehirschstraße ist eine Straße in Magdeburg in Sachsen-Anhalt. Aktuell (Stand Juli 2025) besteht keine amtliche Benennung.

## Lage und Verlauf
Die Straße befindet sich in der Magdeburger Altstadt und führt als Sackgasse von der Max-Otten-Straße abgehend über etwa 60 Meter in nordöstliche Richtung. Historisch führte die Braunehirschstraße noch deutlich weiter in nordöstlicher Richtung, bis sie nach ungefähr 300 Metern auf den Breiten Weg einmündete. Ursprünglich dicht bebaut, besteht die heutige Bebauung nur aus 13 Garagen, die dort an die Stadtmauer Braunehirschstraße grenzen, die sich entlang der Nordwestseite der Straße zieht.

## Geschichte
Ein alter Name der Straße lautete Kleine Schrotdorfer Straße. Der erstmalig 1441 urkundlich als lutke Schrotorpes strate erwähnte Name nahm Bezug auf das Schrotdorfer Tor, das sich nahe dem westlichen Ende der Straße befand und seinerseits nach dem Dorf Schrotdorf benannt war. Der Zusatz Kleine diente zur Unterscheidung von der etwas weiter südlich verlaufenden Großen Schrotdorfer Straße, die später schlicht als Schrotdorfer Straße geführt wurde. Noch bis Anfang des 19. Jahrhunderts blieb der Name Kleine Schrotdorfer Straße geläufig. 1542/1543 wurde auch der Name grotsterbenstrate (Großsterbenstraße) erwähnt. Hintergrund waren wohl das im Bereich der Straße gehäufte Auftreten einer Seuche und damit einhergehende Todesfälle. Um das Jahr 1700 trat dann der Name Braunehirschstraße auf. Er nahm Bezug auf das am Breiten Weg als Eckhaus zur Straße bestehende Haus Zum braunen Hirsch (Breiter Weg 119). Die Französische Kolonie zu Magdeburg nannte die Straße auf Französisch rue du cerf brune. 1719 findet sich die Bezeichnung Braunehirschgasse. Bis zum Jahr 1807 wurde sowohl Kleine Schrotdorfer Straße als auch Braunehirschstraße verwandt. In der Zeit bis 1817 setzte sich dann Braunehirschstraße als Name durch.
In der Straße lebten in der Zeit vor 1631 eher einfache Leute mit kleineren Einkommen und Vermögen. Bei der Zerstörung der Stadt Magdeburg im Jahr 1631 wurde die Straße besonders hart getroffen. Der Wiederaufbau zog sich sehr lange hin. 1657 waren erst drei Grundstücke wieder bewohnt.
1843 wurde auf der Nordseite der Straße eine – später als Zschokkestraße benannte – Straße durchgebrochen. Sie führte, unweit der Einmündung auf den Breiten Weg beginnend, dann nach Norden zur Straße Am Krökentor.
Während des Zweiten Weltkriegs wurde auch der Bereich der Straße zerstört. In der Zeit der DDR erfolgte ein Wiederaufbau der Innenstadt, der sich in weiten Teilen nicht an die historische Stadtstruktur hielt. Die Straße wurde dabei in ihrem mittleren und östlichen Teil überbaut und als benannte Straße gänzlich aufgegeben. Der westlichste Abschnitt blieb erhalten, verlor jedoch ebenfalls vollständig seine Bebauung. Es entstanden lediglich einige Garagen, als deren Zuwegung die nun unbenannte Straße bestehen blieb. In diesem Abschnitt ist noch der ursprüngliche Bordstein und ein Teil der historischen Straßenpflasterung erhalten.
Im Jahr 2025 brachte die Stadtverwaltung Magdeburgs eine Drucksache in den Stadtrat mit dem Ziel ein, das noch bestehende westlichste Teilstück der Straße wieder als Braunehirschstraße zu benennen. Zur Begründung wurde angegeben, dass eine Übernahme der Verkehrsfläche in die Straßenbaulast der Stadt und somit eine Benennung erforderlich werde und die Anknüpfung an den historischen Namen sinnvoll sei.

## Braunehirschstraße in Kunst und Literatur
1871 wurde am Magdeburger Wilhelm-Theater das Theaterstück Mathilde, das schöne Mädchen aus der Braunenhirschstraße aufgeführt.

## Hausnummerierung
Aktuell sind für die Braunehirschstraße keine Hausnummern vergeben. Historisch begann die Nummerierung an der nordöstlichen Ecke, wobei das dortige langgezogene Eckgrundstück zum Breiten Weg gehörte. Nach dem Durchbruch der Zschokkestraße begann die Nummerierung mit der Nummer 1 erst westlich der Einmündung der Zschokkestraße und verlief von dort aufsteigend nach Westen, bis mit der Nummer 16 die Einmündung in die Marstallstraße (heute Max-Otten-Straße) erreicht wurde. Mit der Nummer 17a wurde die Nummerierung auf der Südseite fortgeführt. Nach der 22 mündete die Straße Im Fuchswinkel ein. Höchste Hausnummer war die Nummer 25 nahe dem Breiten Weg. Das südöstlich Eckhaus gehörte dann wiederum zum Breiten Weg.

## (Historische) Häuser der Braunehirschstraße
Nachfolgend werden die Grundstücke der Braunehirschstraße tabellarisch aufgeführt. Dabei werden sowohl die aktuellen Grundstücke als auch ggf. davon abweichende historische Grundstücke benannt. Bei den historischen Grundstücken werden auch die Bereiche aufgeführt, die heute aufgrund von Überbauungen nicht mehr zur Braunehirschstraße gehören. Soweit die historischen und aktuellen Grundstücke sich überschneiden, sind sie ungefähr räumlich zugeordnet, wobei das jeweils räumlich zuvor beginnende Grundstück oder Element auch zuvor eingeordnet ist. Die historischen Elemente befinden sich so tatsächlich zwischen dem Beginn des vorherigen und des nachherigen heutigen Grundstücks. Historische Grundstücksnummern sind dabei mit (alt) gekennzeichnet. Darüber hinaus werden Straßeneinmündungen eingeordnet. Nicht mehr bestehende Straßen sind mit (historisch) gekennzeichnet. Aktuelle Hausnummern sind fett geschrieben. In den Bemerkungen wird auf jeweils zu beachtende Bewohner der Grundstücke verwiesen.
| Hausnummer      | Name                                                        | Bemerkungen | Bild |
| --------------- | ----------------------------------------------------------- | --- | ---- |
|                 | Einmündung auf den Breiten Weg (historisch)                 | In der Zeit der DDR mit dem Haus Breiter Weg 114 überbaut. | 2025 |
|                 | Einmündung Zschokkestraße (historisch)                      | |      |
| 1 (alt)         |                                                             | Das Grundstück war ursprünglich mit zwei Häusern bebaut, wobei es sich nicht exakt mit diesen Grundstücken deckte, da sich im Zuge des Durchbruchs der Zschokkestraße im Jahr 1843 Veränderungen in den Grundstückszuschnitten ergeben hatten. Das östlicher gelegene Haus gehörte 1631 Abraham Hesse. 1651 war das Grundstück dann Teil des Ackerhofes des Bürgermeisters Georg Schmidt. Dann erfolgte eine Aufteilung des Grundstücks. Dieser östliche Teil gehörte als Stätte später Jakob Albrecht und dann der Katharinengemeinde. Die Kirchgemeinde trat die Stätte 1691 für 90 Taler an den Gärtner Christoph Schlun ab, der das Grundstück neu bebaute. Von ihm erwarb das Haus 1695 für 300 Taler der Seidenkrämer Heinrich Michael Heubel, der es schon 1696 für 425 Taler an den Schneider Johann Friedrich Thiele weiterverkaufte. Thiele veräußerte es 1702 an Frau Oberstleutnant Marie von Ungern (auch Ungar), die es ihrerseits 1705 für 520 Taler an den Musikanten Johann Hoepke verkaufte. Hoepke verstarb 1706, worauf es Jakob Höpke erbte, der bis 1727 Eigentümer blieb. Von 1727 bis 1734 gehörte es Johann Weber, der es 1734 an Hofrat Guichard verkaufte. Guichard richtete hier und in der benachbarten Nummer 2 eine Steingutfabrik ein. Die Familie Guichard blieb bis 1839 Eigentümer. Zum Grundstück gehörte auch ein Hinterhaus. Das westliche Grundstück gehörte 1631 ebenfalls Abraham Hesse und gelangte bis 1651 gleichfalls als Teil zum Ackerhof von Bürgermeister Schmidt. In der Zeit bis 1702 wurde dann auch auf diesem Grundstück wieder ein Gebäude errichtet. Es wird angenommen, dass es vom Kornmesser Georg Graumann (auch Grohmann) errichtet wurde, der sowohl 1688 als auch 1696 als Nachbar erwähnt wurde. 1703 veräußerte dann seine Witwe das Haus für 330 Taler an den Bürgermeister Albrecht Friedrich von Syborg, der es bereits 1704 für 360 Taler an den Tuchmacher Etienne Brange (auch Beranger) veräußerte, der zumindest bis 1719 Eigentümer blieb. Später gelangte das Grundstück an Guichard, der hier die Steingutfabrik betrieb, so dass die Grundstücke nun wieder vereint waren. |      |
| 2 (alt)         |                                                             | Im Jahr 1631 gehörte das Haus Israel Rehm. 1651 gehörte auch dieses Grundstück mit zum Ackerhof des Bürgermeisters Georg Schmidt. Ein Haus wurde für das Grundstück dann erstmalig wieder 1702 erwähnt. Eigentümer war Kaspar Looff (auch Loeff), dem es auch noch 1708 gehörte. 1712 wurde es für 350 Taler von der Ehefrau des Buchbinders Gottfried Behle an die Witwe von Johann Theobald Deine veräußert. Später gehörte das Anwesen Guichard und war Teil seiner Steingutfabrik. |      |
| 3 (alt)         |                                                             | Eigentümer des Hauses war 1631 Hans Balzer, 1651 wurde dann die Witwe des Bierspünders Peter Mathias als Eigentümerin genannt. Die Bebauung mit einem Haus wurde nach der Zerstörung von 1631 erstmalig wieder 1688 erwähnt. Die Besitzverhältnisse sind nur unsicher überliefert. So wird zum Teil ein Gottfried Schulze angegeben. Möglicherweise gehörte es danach dem Braumeister Christian Jens. Seine Witwe, eine geborene Lutteroth, heiratete den Schuster Barthel Lotze. Dessen Witwe veräußerte das Haus 1688 für 264 Taler an den Leineweber Hans Huenholz (auch Hunold), dem es bis zu seinem Tod im Jahr 1707 gehörte. Seine Witwe tauschte das Anwesen mit dem der Witwe von Johann Wilhelm Solcourts (auch Zollkort) gehörenden Grundstück Braunehirschstraße 14. Sie wurde zuletzt 1712 erwähnt. Bis 1760 blieb das Grundstück im Eigentum von Mitgliedern der Pfälzer Kolonie. |      |
| 4 (alt)         |                                                             | Von 1631 bis 1651 war der Böttcher Andreas Westfal Eigentümer. Später gehörte die Brandstätte der Witwe von Zacharias Müller, dann Hans Huenholz, dem auch die benachbarte Nummer 3 gehörte. 1692 veräußerte er die Stätte für 33 Taler an den Tabakspflanzer Daniel Bermond, der sie neu bebaute. Das Haus veräußerte er 1693 für 246 Taler an den Handelsmann Jean Martin, der zuletzt 1708 erwähnt wurde. Bis 1747 blieb das Grundstück im Eigentum von Mitgliedern der Pfälzer Kolonie. |      |
| 5 (alt)         |                                                             | 1631 gehörte das Haus dem Schneider Johann Riechenacker (auch Reichenacker oder entstellt Riekenich). Im Jahr 1691 war das Eigentum an der Stätte zwischen Jakob Sölling und Bürgermeister Dr. Friedrich Andreas Eggeling im Streit. Für 15 Taler wurde sie 1691 an den Weberblattmacher Johann Hunzinger veräußert. Hunzinger bebaute das Grundstück neu und blieb bis 1705 Eigentümer. Bis 1782 blieb das Grundstück im Eigentum von Mitgliedern der Pfälzer Kolonie. |      |
| 6 (alt)         |                                                             | Im Jahr 1631 war das Grundstück mit zwei Häusern bebaut, die Hans Kunkel und den Erben des Korbmachers Georg Schnerpel gehörten. Die Eigentümer galten dann jedoch als verschollen. Im Jahr 1691 war auch das Eigentum an dieser Stätte zwischen Jakob Sölling und Bürgermeister Dr. Friedrich Andreas Eggeling im Streit. Für 15 Taler wurde sie 1691 an den Wollenweber (marchand drapier) Jean Chartier (entstellt Schartge) veräußert. Er blieb bis in die Zeit um 1720 Eigentümer. Bis 1782 blieb das Grundstück im Eigentum von Mitgliedern der Pfälzer Kolonie. |      |
| 7 (alt)         |                                                             | Eigentümer des Hauses war 1631 Adam Leffler, 1651 dann ein „Wildschütz“. 1691 wurde dann erstmalig der holländische Maurermeister Johann Abel als Eigentümer genannt. Er hatte das Grundstück neu bebaut. Zwischen 1705 und 1707 gehörte es seiner Witwe, die das Haus 1719 für 590 Taler an den Maurermeister Johann Zacharias Mügge veräußerte. Die Familie blieb bis 1743 Eigentümer. |      |
| 8 (alt)         |                                                             | 1631 gehörte das Haus dem Ölschläger Martin Meißner, der auch noch 1651 Eigentümer war. Der Ledertawer Christoph Richter wohnte hier 1652 und auch noch 1658, möglicherweise zur Miete. Allerdings wurde die Stätte weiterhin als wüst bezeichnet. Die Erben von Meißner waren der Bortenwirker Johann Kalvör und der Ratsdiener Christian Weißmüller. Sie veräußerten die Stätte für 24 Taler an den Nachbar aus der Nummer 7, Johann Abel, der das Grundstück dann neu bebaute. Abels Erben verkauften das Haus 1707 für 600 Taler an den Schneider Georg Mehne (auch Meine). Seiner Witwe gehörte es 1710. 1717 und dann bis 1747 war der Musikant Johann Augustin Zeidelhacker (auch Seidelhacker) Eigentümer. |      |
| 9 (alt)         | Zum goldenen Karpfen                                        | Vermutlich gehörte das Haus in der Zeit vor 1631 dem Pfünder Peter Becker, 1631 dann Thomas Weber. 1651 war die Witwe des Schusters Christoph Weber Eigentümerin. Von ihr erwarb der Stück- und Glockengießer Georg Schreiber 1658 die Stätte für 40 Taler. Er verstarb im Oktober 1662. In der Zeit bis 1674 veräußerte es seine Tochter an den Tuchmacher Ambrosius Forholz, der auf dem Grundstück ein neues Haus errichtete. Seine Witwe veräußerte das Gebäude 1684 für 200 Taler an den Lafettenmacher, also Büchsenmeister, Isaak Stolp. Stolp verstarb in der Zeit bis 1689. 1692 wurde der Ackermann Dietrich Dieckhorst als Eigentümer geführt, 1696 dann seine Erben. Zu den Erben gehörte der Handelsmann Hempo Meyer, der das Haus 1698 für 155 Taler an den Kutscher Hermann Peters verkaufte, dessen Familie es bis 1740 gehörte. |      |
| 10 (alt)        |                                                             | Im Jahr 1631 gehörte das Haus dem Branntweinmacher Hans Gödicke. Er war auch wohl 1651 noch Eigentümer. Zu diesem Zeitpunkt wurde für das Grundstück auch der Zimmermann Martin Eisengart erwähnt, der hier jedoch vermutlich nur wohnte. In der Zeit nach 1658 fiel die Stätte an den Rat, der sie 1663 für 60 Taler an den Straßenführer (Fuhrmann) Georg Wille veräußerte. Wille bebaute das Grundstück neu. Seine Erben überließen das Anwesen 1674 seinem gleichnamigen Sohn für 110 Taler. 1682 und 1684 wurde der Schutzverwandte Georg Müller als Eigentümer geführt. Denkbar erscheint, dass es sich um einen Fehler handelt und weiterhin Georg Wille gemeint war. 1688 veräußerte die Ehefrau von Jakob Konart das Haus für 76 Taler an den Schuhflicker Bartel Wentzel, der es 1691 für 101 Taler an den Ratsschützen und Pächter des Herrenkrugs Andreas Sauerhering verkaufte. Von ihm erwarb es 1696 für 200 Taler der Tuchmacher Andreas Samuel Rachmann (auch Rathmann). Seine Erben veräußerten es 1716 für 400 Taler an Christian Peter Rachmann. |      |
| ohne Nummer     |                                                             | In der Zeit der DDR errichteter Garagenkomplex. | 2025 |
| 11 (alt)        |                                                             | 1631 und auch noch 1651 wurde Ebeling Hartmann als Eigentümer geführt. 1696 wurde ein Haus des Kutschers Anton Stiegleder erwähnt. Der Ratsschütze Andreas Sauerhering, dem auch die benachbarte Nummer 10 gehörte, veräußerte 1697 ein Haus, das wohl die Nummer 11 und 12 umfasste, für 190 Taler an den Landkutscher Hans Hannemann, der bis 1728 Eigentümer blieb. |      |
| 12 (alt)        |                                                             | Als Eigentümer des Hauses wurde 1631 Paul Ritter genannt, 1651 gehörte es Stellmachers, dabei handelte es sich um einen Stellmacher, dessen Name nicht überliefert ist. Ende des 17. Jahrhunderts wurde ein Haus errichtet, das auch die benachbarte Nummer 11 mit umfasste. Das Gebäude wurde 1697 vom Ratsschützen Andreas Sauerhering an den Landkutscher Hans Hannemann für 190 Taler verkauft. Die Grundstücke wurden dann länger gemeinsam geführt und erst 1799 wieder getrennt. |      |
| 13 (alt)        |                                                             | 1631 war Bernd Müsing Eigentümer des Häuschens, 1651 wurde ein Bürstenbinder genannt. Ein Jahrzehnt später bebaute Andreas Marquardt die Stätte neu. Marquardts Witwe heiratete den Musketier Jakob Bartge, der Eigentümer wurde und dem das Haus auch noch 1684 und 1708 gehörte. 1719 veräußerte seine Witwe das Haus für 210 Taler an ihren Sohn Jakob Bartge, dem es bis 1740 gehörte. |      |
| 14 (alt)        |                                                             | Für das Jahr 1651 wurde ein Abraham Kram genannt, dabei könnte jedoch auch Abrahams Kramstätte gemeint gewesen sein. Erst in der Zeit um 1700 erfolgte dann eine Neubebauung des Grundstücks. Die Witwe von Johann Wilhelm Solcourt trat das Haus 1708 an die Witwe des Leinewebers und späteren Hausschlächters Hans Huenholz ab und erhielt dafür im Tausch das Haus Nummer 3. 1717 veräußerte Witwe Huenholz das Anwesen an den Leineweber Johann Schreiber, der bis 1746 Eigentümer blieb. |      |
| 15 (alt)        |                                                             | 1651 gehörte das Haus der „Krümmelschen“, ohne dass eine nähere personelle oder familiäre Zuordnung ersichtlich ist. Das Grundstück lag dann über etwa 60 Jahre wüst. Im Jahr 1708 wurde dann erstmalig für das Grundstück ein Haus erwähnt. Eigentümer war Johann Wildenheim. Von seinen Erben erwarb es 1717 für 80 Taler der Hausschlächter Johann Balthasar Müller, der bis 1751 Eigentümer blieb. Die Stelle wurde danach wieder als wüst bezeichnet. Auf dem westlichen Grundstücksteil baute der Arbeitsmann (Fuhrmann) Jakob Tönnigs ein Haus, das auch das benachbarte Grundstück Nummer 16 umfasste. Er teilte es dann und veräußerte den zur Nummer 15 gehörenden Teil im Jahr 1704 für 55 Taler an den Zimmergesellen Nikolaus Wunderlich (auch Wunderling), dem er bis 1727 gehörte. In der Zeit um 1780 wurden die beiden Grundstücksteile der Nummer 15 wieder zusammengelegt. |      |
| 16 (alt)        |                                                             | 1631 und wohl auch 1651 gehörte das Haus dem Lohgerber Hans Harnisch. Jakob Tönnigs bebaute die Stätte gemeinsam mit dem westlichen Teil der benachbarten Nummer 15. 1704 veräußerte er den Teil der 15, behielt jedoch die Nummer 16. 1714 veräußerte seine Witwe das verbliebene Anwesen für 120 Taler an Matthias Wunderling, der zuletzt 1717 erwähnt wurde. Westlich des Hauses befand sich das Torhaus des Rats am Schrotdorfer Tor. |      |
|                 | Einmündung in die Max-Otten-Straße (vormals Marstallstraße) | | 2025 |
| 17 (noch älter) |                                                             | Das Grundstück gehörte als unbebaute Fläche zu den Grundstücken Schrotdorfer Straße 9 und 10. In der zweiten Hälfte des 18. Jahrhunderts befand sich hier dann ein gesondert geführtes Haus. 1829 wurde das Grundstück dann wieder als Garten geführt. In den 1930er Jahren befand sich hier ein Hinterhaus des Grundstücks Schrotdorfer Straße 8. |      |
| 17a und b (alt) |                                                             | 1631 gehörte das Grundstück vermutlich Cyriakus Hucke. Bis 1724 gehörte die Fläche als Hinterstelle zum Grundstück Schrotdorfer Straße 7. Johann Hilper, Eigentümer der Schrotdorfer Straße 7, verkaufte dann an Johann Nitzmann. Der westliche Grundstücksteil 17a wurde später abgetrennt, dann wieder vereint und später wieder getrennt. 1829 gehörte die 17b wieder als Hinterhaus zur Schrotdorfer Straße 7. In den 1930er Jahren bestanden auf 17a und 17b getrennte Häuser. |      |
| 18a (alt)       |                                                             | Für das Jahr 1631 wurde ein Jakob Rogge als Eigentümer genannt. Möglicherweise handelte es sich jedoch um einen Schreibfehler und gemeint war Jakob Otte, da an anderer Stelle für die Zeit von vor 1631 bis 1651 die Witwe des Karrenführers Jakob Otte als Eigentümerin des „Wohnstättlein“s geführt wurde. 1652 veräußerte sie die als Eckstätte bezeichnete Brandstätte für sechs Taler an den städtischen Landpassaten (im Sinne von Geleitmann, auch als Cap. armis – Capitain d’armes bezeichnet) Johann Philipp Freyburger (auch Freibürger). Die Bezeichnung als Eckstätte ergab sich aus dem Umstand, dass sowohl die Nummer 17 als auch 17a und b unbebaute Hintergrundstücke waren. Die Witwe Freyburgers veräußerte die Stätte 1671 für zwölf Taler an den Kaufmann Johann Wolf Kühne, der die Fläche mit zu seinem Grundstück Schrotdorfer Straße 6 nahm. Später wurde das Grundstück wieder abgetrennt. Der Tischler Karl Bernhard Lilienstein erbte das Grundstück von seinem Vater und verkaufte es 1701 für 110 Taler an die Witwe des Zimmergesellen Hans Schau (auch Schauer). Ihr Sohn blieb bis 1724 Eigentümer. |      |
| 18b (alt)       |                                                             | Möglicherweise gehörte das Haus vor 1631 Hans Beneke und war möglicherweise ein Hinterhaus des Grundstücks Schrotdorfer Straße 5. 1631 war dann der Lohgerber Jakob Albrecht, 1651 seine Witwe Eigentümerin.Der Arbeitsmann Paul Hummel erwarb die Stätte 1651 von der Witwe für 31 Taler. Scheinbar richtete er die Stätte nur notdürftig wieder her. Er wurde zuletzt 1653 genannt, danach wurde sie wieder als wüst bezeichnet. Später gehörte sie dem Accisevisitator Christoph Drechsler (auch Dreßler), der auch Eigentümer der benachbarte Nummer 19 war. 1696 wurde seine Witwe als Eigentümerin geführt, die die Stätte 1709 für 25 Taler an den Zimmermeister Hans Jakob Rempfer (auch Renfer) veräußerte. Rempfer bebaute dann das Grundstück. Von ihm erwarb es dann 1715 für 400 Taler der Fleischer Johann Martin Pesicke, der auch als Johann Martin Blees bezeichnet wurde. |      |
| 19 (alt)        |                                                             | Das Haus gehörte 1631 dem Kapitän Baumhauer. Vermutlich war er auch noch 1651 Eigentümer, zumindest wurde er dort an anderer Stelle noch als Nachbar bezeichnet. 1665 wurde die Stätte von Balthasar von Wiesenburg aus Groß Salze für 20 Taler an Jakob Drechsler veräußert. Drechsler bebaute das Grundstück und vererbte es an seinen Sohn Christoph Drechsler. Er wurde 1696 und auch 1709 als Eigentümer genannt. Ihm gehörte auch das Nachbargrundstück Nummer 18b, wobei dort bereits 1696 seine Witwe genannt wurde. Drechslers Erben veräußerten das Haus 1711 für 150 Taler an Johann Adam Schneegaß, der es bereits 1712 an den Zimmermann Kaspar Müller weiterverkaufte. Müller blieb bis 1740 Eigentümer. |      |
| 20 (alt)        |                                                             | Vermutlich gehörte das Haus 1631 Gottfried Puls. Das Grundstück lag dann lange wüst und wurde erst in der Zeit um 1696 wieder neu bebaut. Eigentümer war zu diesem Zeitpunkt der Schneider Georg Meine. Von ihm erwarb das Haus 1709 der Gewandschneider Joachim Holzhausen für 270 Taler. Schon 1711 gehörte es aber dem Tuchmacher Joachim Gildemeister, der es 1720 für 300 Taler an den Tuchmacher Johann Sievert verkaufte. |      |
| 21 (alt)        |                                                             | Ältere Nachrichten zu diesem Grundstück fehlen. Vermutlich gehörte es mit zur benachbarten Nummer 22. Eine erste Erwähnung liegt aus dem Jahr 1718 vor. Zu diesem Zeitpunkt gehörte es dem Lohgerber Johann Balthasar Treute, der bis 1735 Eigentümer blieb. |      |
| 22 (alt)        |                                                             | 1631 gehörte das Haus wohl Martin Schmidt. Weitere Nachrichten bis zum Jahr 1718 liegen nicht vor. Vermutlich standen auf dem Grundstück dann zwei Häuser. Ein von der Nummer 21 abgetrenntes Haus verkaufte 1718 Augustin Seidelhacker für 260 Taler an Christian Rehfeld. Später wurde Johann Friedrich Rehfeld als Eigentümer geführt. Das andere Gebäude gehörte Johann Moritz Alemann, später dann ebenfalls Christoph Rehfeld. Die Grundstücke wurden dann zu einem vereinigt. |      |
|                 | Einmündung Im Fuchswinkel (historisch)                      | |      |
| 23 (alt)        |                                                             | Das Haus gehörte 1631 Georg Martens. Im Jahr 1651 war der Eigentümer unbekannt. Das Grundstück wurde als Eckstätte geführt. Der Schuster Hans Witte hatte dann hier jedoch 1691 ein neues Haus. 1699 und auch noch 1709 wurde seine Witwe als Eigentümerin genannt. 1718 war der Maurermeister Johann Heinrich Mast Eigentümer. Seiner Witwe gehörte es noch bis 1726. Am 13. Mai 1904 kam es im Speicher einer hier befindlichen Schokoladenfabrik zu einem Brand, der jedoch durch die Feuerwehr auf den betroffenen Raum begrenzt werden konnte. |      |
| 24 (alt)        | Zum braunen Roß auch Zum braunen Pferd                      | 1631 gehörte das Brauhaus Andreas Balzer, der auch noch 1651 als Eigentümer geführt wurde. Auf ihn folgte 1652/1653 seine Witwe, die nicht in der Lage war, die Grundsteuer zu bezahlen. Bewohnt wurde das Grundstück zu dieser Zeit von Andreas Finke. Im Jahr 1666 bebaute der Marktrichter Georg Adam Pfeil das Grundstück neu. Er wurde zuletzt 1682 erwähnt. Der Rittmeister Daniel Helmstorf wurde 1688 als Eigentümer genannt, 1691 dann seine Witwe. Die Erben der Witwe veräußerten das Anwesen 1699 für 1900 Taler an den Zimbel spielenden Musikus Johann Heinrich Rießwiek, der es 1711 an Johann Weber für 2000 Taler verkaufte. |      |
| 25 (alt)        |                                                             | Gehörte als Hinterhaus zum Grundstück Breiter Weg 122. |      |

In der Straße befand sich auch das Haus Zu den drei weißen Sternen, das jedoch keinem bestimmten Grundstück zugeordnet werden kann.